# Гагосян, Ларри
Лоуренс Гилберт «Ларри» Гагосян (англ. Lawrence Gilbert "Larry" Gagosian, род. 1945, Лос-Анджелес) — американский арт-дилер и галерист. Его сеть галерей Gagosian — самая большая в мире среди галерей современного искусства (14 галерей по всему миру), а самого его указывают мировым «арт-дилером № 1».

## Биография
Родился 19 апреля 1945 года в армянской семье, внук выходцев из Еревана, его родители — уроженцы Калифорнии, бухгалтер и голливудская актриса.
В 1963—1969 годах учился англо-американской литературе в Калифорнийском университете в Лос-Анджелесе.
Начал свою карьеру с торговли плакатами у стен альма-матер и вскоре, в 1978(6?) году, открыл собственную галерею «Broxton Gallery». До этого он успел поработать продавцом в книжном и музыкальном магазинах, кассиром в супермаркете и секретарем-ресепшионистом.
В 1979 году переехал в Нью-Йорк и открыл галерею в Сохо. Тогда же он познакомился с Лео Кастелли, которого впоследствии называл своим учителем.
В 1982—1989 годах возглавлял американскую ассоциацию арт-дилеров (ADAA).
С 2001 года является членом экспертного совета международной ассоциации союзов художников «МАСХ».

## Участие в скандалах

### Дело Рональда Перельмана
Американский миллиардер Рональд Перельман подал в суд на Ларри Гагосяна в 2012 году. В своем иске он утверждал, что последние 20 лет он считал Ларри Гагосяна своим главным советчиком в области покупки и продажи произведений искусства. Однако Гагосян, используя свой авторитет ведущего мирового арт-дилера, манипулировал ценой произведения искусства и скрыл от своего клиента существенную информацию, повлиявшую на его решение о покупке.

### Обвинения в уходе от уплаты налогов
В июле 2016 года Ларри Гагосян был вынужден выплатить 4,3 миллиона долларов в качестве компенсации за неуплаченный налог на продажи предметов искусства. В течение более 10 лет ему удавалось «оптимизировать налогообложение» с помощью аффилированной компании, но в 2015 году его «поймали» и обвинили в уходе от уплаты налогов.
Также Ларри Гагосяна часто обвиняют в том, что он превратил искусство в бизнес.